# Emalia drutowa

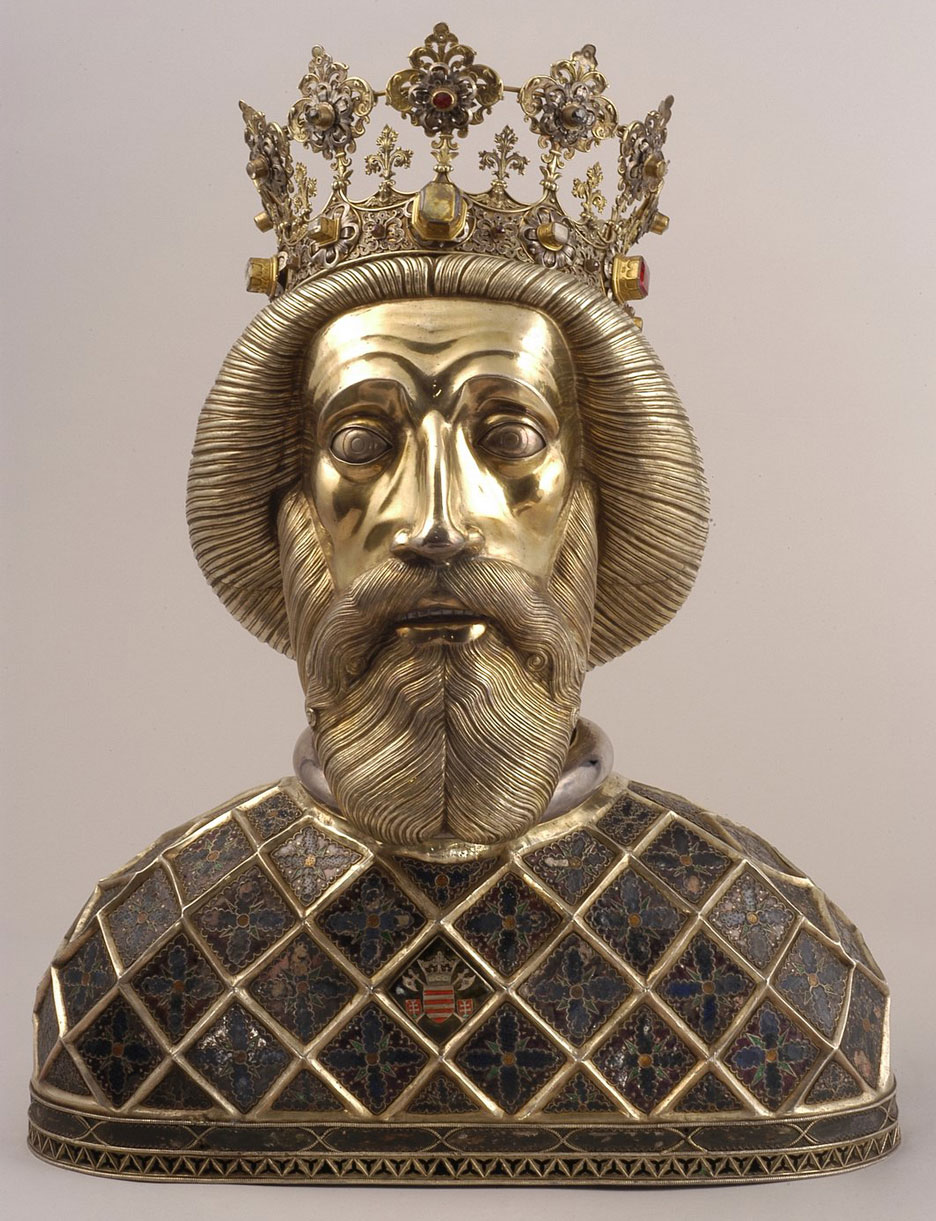
Relikwiarz hermowy św. Władysława, króla Węgier, zdobiony emalią węgierską

Emalia drutowa, emalia siedmiogrodzka, emalia filigranowa, emalia węgierska – emalierska technika zdobnicza, polegająca na wypełnianiu emalią pól (komórek) z przylutowanego do metalowej powierzchni drutu, często o splocie filigranowym. W emalii drutowej komórki wypełniane są do niepełnej wysokości, zwykle dwiema warstwami emalii, tak by drut wystawał ponad jej powierzchnię. Po wypaleniu powierzchnia emalii przyjmuje kształt wklęsły, co w połączeniu z wystającymi krawędziami komórek utrudnia jej wyszlifowanie. Nie jest gładka, ale cechuje się wysokim połyskiem, zaś wystający drut zapewnia dodatkowy efekt cieniowania.
Emalia drutowa to technika z grupy emalii artystycznych, zaliczana do technik emalii złotniczych (emalię nakłada się w nich na przedmiot, zamiast go nią malować). Wykazuje pokrewieństwo z techniką emalii komórkowej; wyróżnia ją zastosowanie drutu okrągłego lub czworokątnego jako ścianek komórek.
Początki emalii drutowej datowane są na przełom XIII i XIV stulecia. Jako kraj pochodzenia wymieniane są Włochy lub Siedmiogród. Największą świetnością cieszyła się pomiędzy XV a XVII w. na Węgrzech, w Siedmiogrodzie i we Włoszech. Dla emalii siedmiogrodzkiej charakterystyczne było zastosowanie drutu filigranowego. Wczesne emalie węgierskie naśladowały tkaninę ludową. Początkowo stosowano głównie takie kolory jak czerwień, biel, zieleń; od XVI w. paleta barw stała się chłodniejsza, a czerwień została wyparta przez żółć.
Poza macierzystym obszarem emalia drutowa zaczęła rozpowszechniać się w początkach XVI w.; do Polski trafiła za pośrednictwem węgierskich wykonawców na przełomie XV i XVI w. W drugiej połowie XVII w. ważnym ośrodkiem tej techniki stała się Moskwa. Oprócz Rosji w tamtym okresie stosowano ją na Węgrzech, w południowych Niemczech (z ośrodkami w Norymberdze i Augsburgu) oraz w Holandii.